# Arnold de Nienburg
Arnold de Nienburg (mort en 1166) est un moine bénédictin qui fut abbé de l'abbaye de Berge et de l'abbaye de Nienburg en Saxe-Anhalt. Certains historiens estiment qu'il est également le chroniqueur Annalista Saxo dont les annales manuscrites sont conservées à la Bibliothèque nationale de France sous la cote Codex latinus 11851.
Arnold est originaire du diocèse d'Halberstadt et devient abbé de l'abbaye Saint-Jean-Baptiste de Berge, près de Magdebourg, en 1119, puis abbé de Nienburg en 1134. Il est également l'auteur de la Gesta archiepiscoporum Magdeburgensium, chronique des évêques de Magdebourg, jusqu'en 1142, s'appuyant sur celles d'Adam de Brême, puis il rédige, bien que certains historiens soient d'un avis contraire, ses chroniques saxonnes, décrivant les faits du Saint-Empire romain germanique du VIIIe siècle à son époque.

## Source
- (de) Cet article est partiellement ou en totalité issu de l’article de Wikipédia en allemand intitulé « Arnold (Abt) » (voir la liste des auteurs).